# Ashley Wood
Ashley Wood (1971) è un fumettista e illustratore australiano.
È il disegnatore dei fumetti della IDW Publishing ispirati alla serie di videogiochi Metal Gear. Sulle sue tavole è basata la grafica di Metal Gear Solid: Digital Graphic Novel e Metal Gear Solid 2: Digital Graphic Novel. Ha partecipato – come disegnatore delle cutscenes in stile fumettistico – allo sviluppo di Metal Gear Solid: Portable Ops e Metal Gear Solid: Peace Walker. Varie sue illustrazioni sono raccolte nel volume L'arte di Metal Gear Solid, edito in italiano – assieme ai fumetti Metal Gear Solid e Metal Gear Solid 2: Sons of Liberty – dalla Magic Press.